# 小行星42776
小行星42776（42776 Casablanca）是一颗绕太阳运转的小行星，为主小行星带小行星。该小行星于1998年10月19日发现。
該小行星以1942年的美國愛情電影《北非諜影》（Casablanca），同時也是摩洛哥的城市卡薩布蘭卡命名。

## 轨道参数
小行星42776的轨道半长轴为472 843 772 km，3.1607204 UA，离心率为0.039。